# 2001년 8월
| 2001년: 1월 · 2월 · 3월 · 4월 · 5월 · 6월 · 7월 · 8월 · 9월 · 10월 · 11월 · 12월 |

| <           | 2001년 8월 | 2001년 8월 | 2001년 8월  | 2001년 8월 | 2001년 8월 | >          |
| 일          | 월         | 화         | 수          | 목         | 금         | 토         |
|             |            |            | 1 6.12 병신 | 2 13 정유  | 3 14 무술  | 4 15 기해  |
| 5 16 경자   | 6 17 신축  | 7 18 임인  | 8 19 계묘   | 9 20 갑진  | 10 21 을사 | 11 22 병오 |
| 12 23 정미  | 13 24 무신 | 14 25 기유 | 15 26 경술  | 16 27 신해 | 17 28 임자 | 18 29 계축 |
| 19 7.1 갑인 | 20 2 을묘  | 21 3 병진  | 22 4 정사   | 23 5 무오  | 24 6 기미  | 25 7 경신  |
| 26 8 신유   | 27 9 임술  | 28 10 계해 | 29 11 갑자  | 30 12 을축 | 31 13 병인 |            |

| 편집하기 |

## 2001년8월 4일
- 모스크바에서 김정일 북한 국방위원장과 블라디미르 푸틴 러시아 대통령 정상회담.

## 2001년8월 5일
- 박세리, 김미현 미국 LPGA투어 브리티시 여자 오픈에서 1,2위를 차지하다.

## 2001년8월 6일
- 인천 국제공항 유휴지 개발 민간사업자 선정 특혜의혹 관련 청와대 관계자 개입 확인하다.

## 2001년8월 9일
- 김현곤, 한국인 최초로 단독 태평양 요트 횡단을 성공하다.

## 2001년8월 13일
- 고이즈미 준이치로 일본 총리가 야스쿠니 신사 참배를 강행하다.

## 2001년8월 23일
- 대한민국의 김대중 대통령과 베트남의 천득렁 국가주석과 정상회담.

## 2001년8월 30일
- 대한민국, 7대 광역도시권 1억평 그린벨트 해제하다.
- 대한민국 국가청소년위원회, 청소년 대상 성범죄자 169명 신상을 공개하다.